# Lawrence Heisey
Pour les articles homonymes, voir Heisey.
William Lawrence Heisey (29 mai 1930-28 mai 2009) est un homme d'affaires et philanthrope canadien. Il est entre autres président de la maison d'édition Harlequin Enterprises.

## Biographie
Né à Toronto en Ontario, il est le fils de l'ingénieur minier Karl Brooks Heisey, frère de l'homme politique Alan Milliken Heisey Sr. et l'oncle de l'administrateur municipal Alan Heisey. Il fréquente le Lawrence Park Collegiate Institute (en) et obtient un baccalauréat en art de l'Université de Trinity College et une maîtrise en administration des affaires (MBA) de l'Harvard Business School.

## Carrière comme homme d'affaires

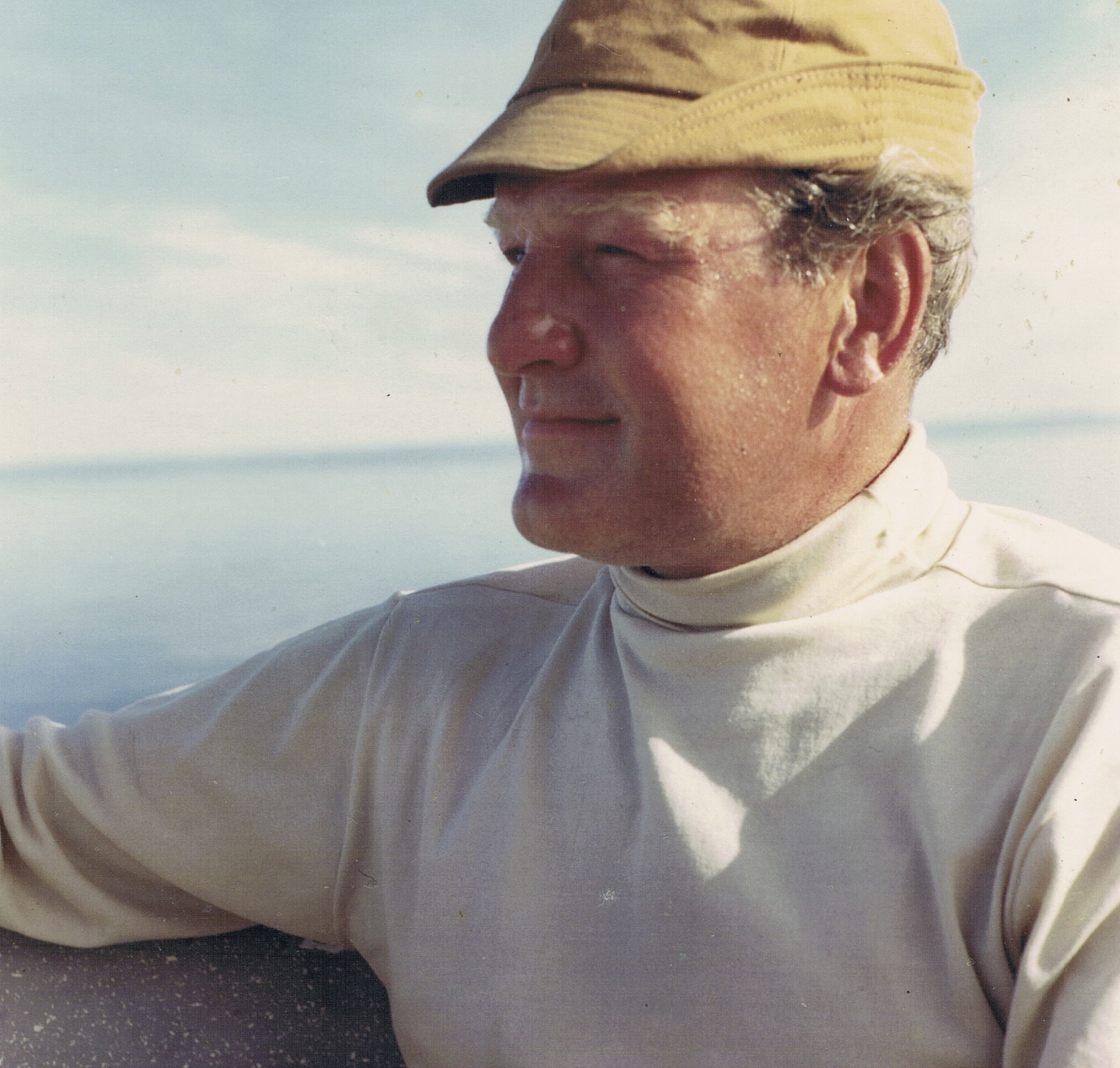
Larry Heisey au lac Gods en 1967

En 1954, il se joint à Procter & Gamble et il quitte en 1967 pour devenir vice-président exécutif aux ventes Standard Broadcasting (en).
De 1971 à 1982, il est président de Harlequin Enterprises. Sous son contrôle Harlequin acquiert Mills & Boon (en), un éditeur de nouvelles romantiques, ce qui fait de Harlequin le plus grand éditeurs de ce genre de littérature. De 1982 à 1990, il préside le conseil d'administration de Harlequin, il est reconnu comme un génie du marketing qui a révolutionné la vente et le marketing dans l'industrie de l'édition. C'est également durant son administration que Harlequin devient le premier éditeur à faire des ventes dans les pharmacies et dans les épiceries, ainsi que l'ajout de livre dans les boîtes de détergent et les paquets de serviettes sanitaires féminines.
Il sert également comme directeur d'Aetna Life Insurrance Co. of Canada et Staples Canada.

## Philanthropie

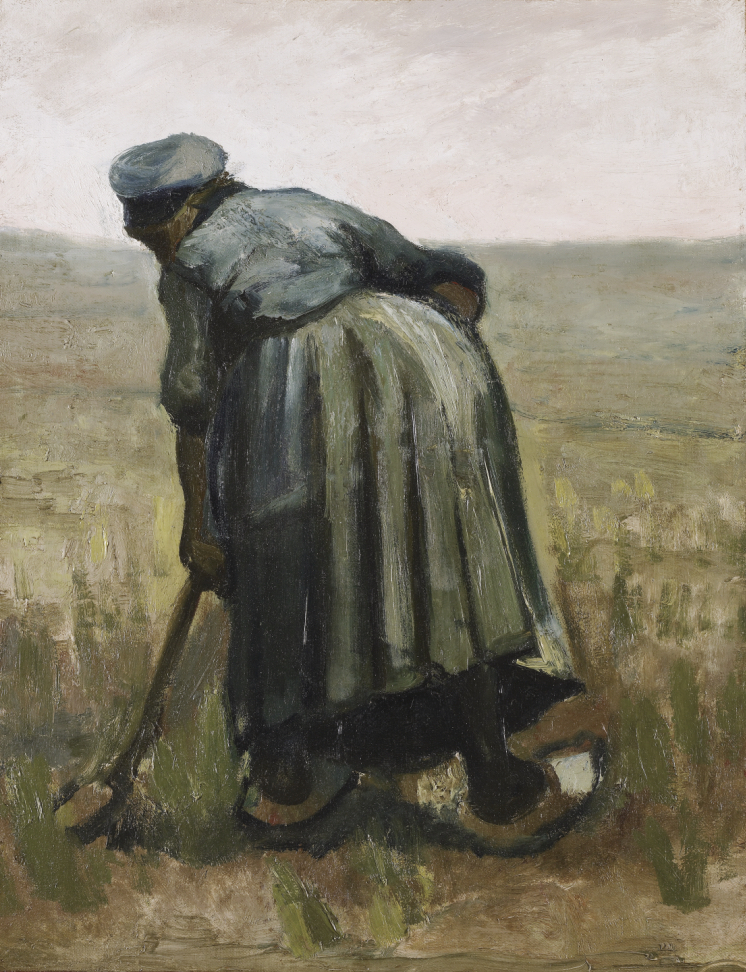
Une femme avec une bêche, vue de derrière (1885) par Vincent van Gogh

Impliqué dans la Toronto French School dans divers postes comme directeur et curateur de fondation entre 1966 et 1982, il s'implique aussi comme gouverneur du Banff Centre (en) de 1982 à 1988 et du conseil des gouverneurs de l'Université York de 1985 à 1997. Durant cette période, il créer le prix W. Lawrence Heisey en arts en reconnaissance des travaux d'étudiants en art de l'université York.
Directeur de la Compagnie nationale d'opéra du Canada de Toronto de 1984 à 1986, il sert aussi comme responsable de la division commerciale de United Way Toronto. Il est également membre du comité de la Collection Peggy Guggenheim.
En 1994, il est fait officier de l'Ordre du Canada en reconnaissance de sa contribution dans le monde des affaires et en philanthropie. Avec sa femme, Ann Heisey, il fait don du tableau Une femme avec une bêche, vue de derrière peint en 1885 par Vincent van Gogh au Musée des beaux-arts de l'Ontario en 1997.